# کیسه خرید پلاستیکی

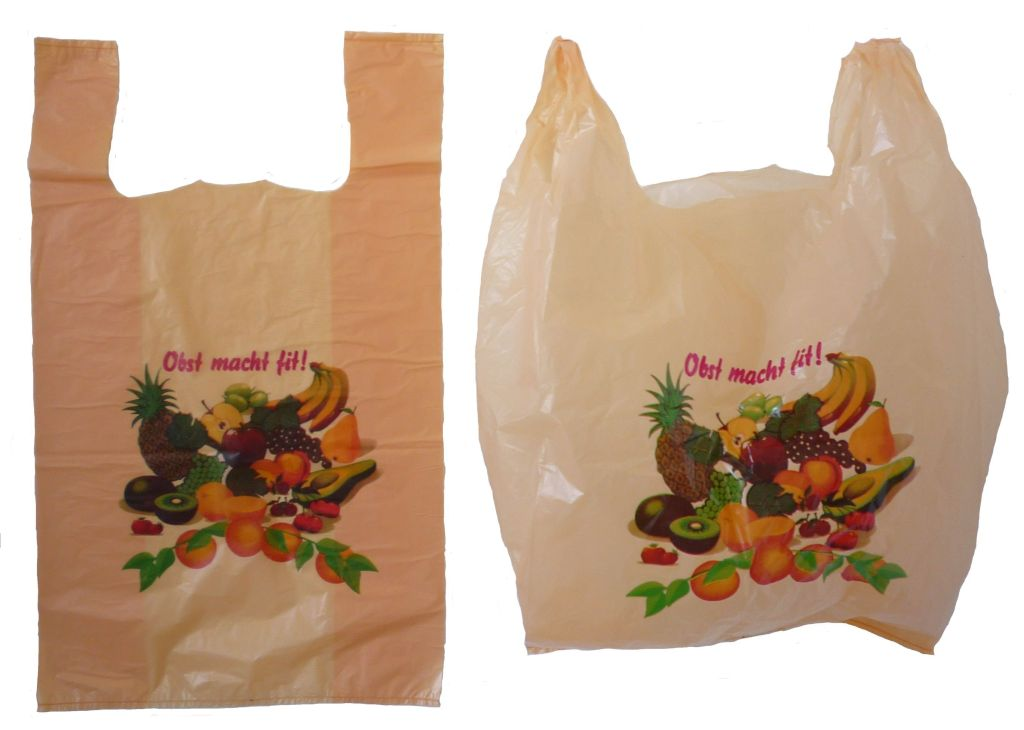
یک کیسه خرید پلاستیکی آلمانی، تازه تا شده (چپ) و استفاده شده (راست)

کیسه خرید پلاستیکی نوعی کیسه پلاستیکی است که به عنوان کیسه خرید استفاده و از انواع مختلف پلاستیک ساخته می‌شود. در دهه‌های اخیر کشورهای بسیاری برای محدود کردن فروش کیسه‌های پلاستیکی در تلاش برای کاهش آشغال‌ریزی و آلودگی پلاستیک قانون وضع کرده‌اند.